# Tephrosia kraussiana
Tephrosia kraussiana är en ärtväxtart som beskrevs av Meissner. Tephrosia kraussiana ingår i släktet Tephrosia och familjen ärtväxter. Inga underarter finns listade i Catalogue of Life.